# Aneura fusca
Aneura fusca är en tvåvingeart som beskrevs av Tonnoir och Edwards 1927. Aneura fusca ingår i släktet Aneura och familjen svampmyggor. Inga underarter finns listade i Catalogue of Life.